# Велетьма (городской округ город Кулебаки)
Веле́тьма — посёлок (с 1939 по 2021 гг. — рабочий посёлок) в Нижегородской области России. Входит в городской округ город Кулебаки.

## География
Расположен на реке Велетьме, на берегу Велетьмского пруда, в 206 км к юго-западу от Нижнего Новгорода, в 15 км к юго-западу от Кулебак. Расстояние до ближайшей железнодорожной станции Навашино — 42 км.

## История
Село Велетьма является одним из самых древних на территории Кулебакского района. С XVII века в селе находился постоялый двор, железоделательный и чугуноплавильный заводы о чём гласит легенда:
 якобы рядом с Выксой искали место для строительства новых Баташёвских заводов, в лесах, где теперь находится этот населённый пункт, обнаружили много руды.
И когда люди, нашедшие руду, докладывали заводчику Баташёву о своей находке, он спросил:
— Много ли там этой руды?
Те ответили:
«Велия тьма!..» То есть — великое множество.
С той поры, говорят, и пошло: место, где нашли великое множество руды, начали Велией тьмой называть. Там Баташёв вскоре завод построил, а около него деревня выросла — рабочие поселились.

И всё это — и завод, и посёлок Велией тьмой, а позднее — просто Велетьмой именовать стали.
В действительности, название произошло из муромских слов «вельдь» мокрый + «ма» земля.
В XIX веке на Велетьминском железоделательном заводе (завод закрыт в 1895 году) была изобретена и производилась особо высококачественная сталь «литовка», которую раньше могли отливать только англичане, очень строго хранившие свой секрет.
В 1939 году Велетьма стала посёлком городского типа, получив статус рабочего посёлка. К 1 января 2021 года рабочий посёлок был преобразован в сельский населённый пункт (посёлок), образовав сельсовет Велетьма.

## Население
| 1881  | 1914  | 1959  | 1970  | 1979  | 1989  | 2002  | 2007  | 2008  |
| ----- | ----- | ----- | ----- | ----- | ----- | ----- | ----- | ----- |
| 1022  | ↗2507 | ↘2291 | ↘2176 | ↘1962 | ↘1480 | ↘1198 | ↘1114 | →1114 |
| 2009  | 2010  | 2011  | 2012  | 2013  | 2014  | 2015  | 2016  | 2017  |
| ↘1090 | ↘1020 | ↘1016 | ↗1022 | ↗1032 | ↗1039 | ↘1024 | ↘1019 | ↘984  |
| 2018  | 2019  | 2020  |       |       |       |       |       |       |
| ↘967  | ↘955  | ↗957  |       |       |       |       |       |       |

## Экономика
Рыбхоз «Велетьма».

## Русская православная церковь
В Велетьме находится действующая церковь Николая Чудотворца, построенная на личные средства российского предпринимателя Бориса Конышева. Церковь возведена недалеко от того места, где до революции стоял храм в честь святой живоначальной Троицы (богослужение в нём было прекращено в начале 1930-х годов). В советское время это религиозное сооружение было разрушено, сейчас на его месте находится сельский клуб. Никольская церковь — каменная, рассчитана на 200 прихожан.

## Известные уроженцы
- Васильев, Борис Сергеевич (1909—1999) — советский военный деятель, Генерал-майор (1958 год).